# Stade de Glace
Pour les articles homonymes, voir Stade de Glace (homonymie).
Le stade de Glace était une patinoire de hockey sur glace située à Bienne, dans le canton de Berne, en Suisse.
Inaugurée en 1973, elle est pour la dernière fois utilisée et démolie en 2015. Elle est alors remplacée par le complexe sportif multifonctionnel de la Tissot Arena, située juste à l'est de l'ancien stade.

## Utilisation
De 1973 à 2015, la patinoire est la résidence du HC Bienne, ainsi que de nombreuses équipes de la région biennoise. Hormis le hockey sur glace et le patinage artistique, elle pouvait également accueillir des concerts, des tournois de football en salle, des expositions ou d'autres manifestations d'envergure.

## Histoire
La construction du Stade de Glace démarre en 1971 grâce sous l'impulsion de Willy Gassmann, le président du HC Bienne de l'époque. C'est alors la première patinoire couverte de la ville. Au début, le stade peut contenir 9 000 à 10 000 spectateurs. Son record d'affluence est toutefois de 9 411 personnes le 22 novembre 1975, pour le match qui oppose les Seelandais à leur meilleur ennemi, le CP Berne.

## Nouvelles infrastructures
En 2007, les citoyens et citoyennes de la ville de Bienne acceptent à 75 % le projet des Stades de Bienne, qui seront plus tard nommés Tissot Arena selon l'accord financier trouvé avec le sponsor. Ce complexe sportif comprend une patinoire d'une capacité de 6521 places et un stade de football de 5200 places. À la place du Stade de Glace, des terrains de sport à ciel ouvert sont construits.
La nouvelle patinoire peut également être transformée pour accueillir des concerts, des expositions, des congrès, des foires ou d'autre événements sportifs. Une patinoire publique en plein air mais couverte prend également place au premier étage, ainsi qu'une halle de curling et un restaurant. Une place publique et couverte relie les deux stades.

## Galerie

### Stade en activité (1973-2015)

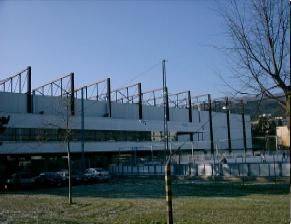
Vue de l'extérieur, côté restaurant.
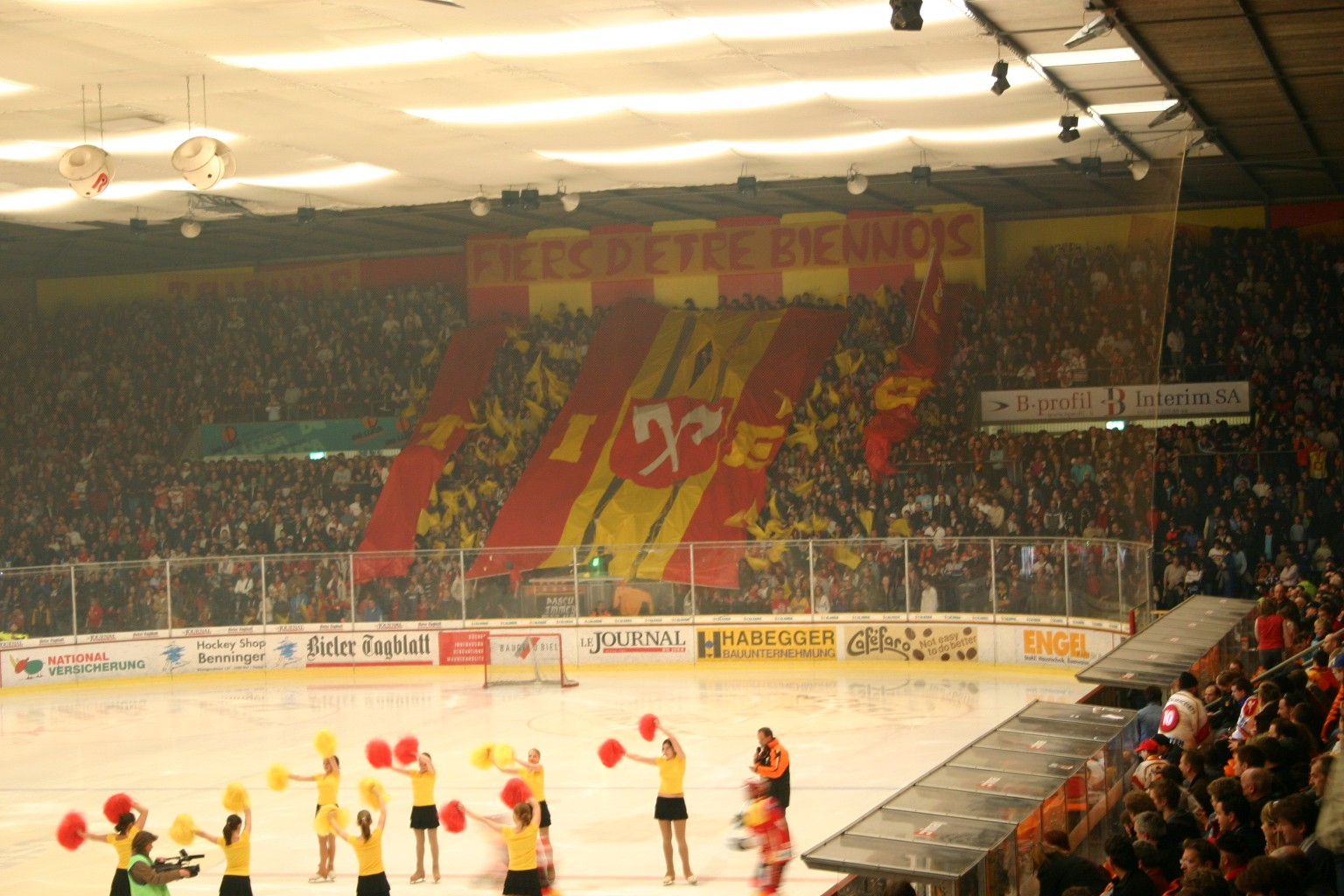
Tribune des fans.
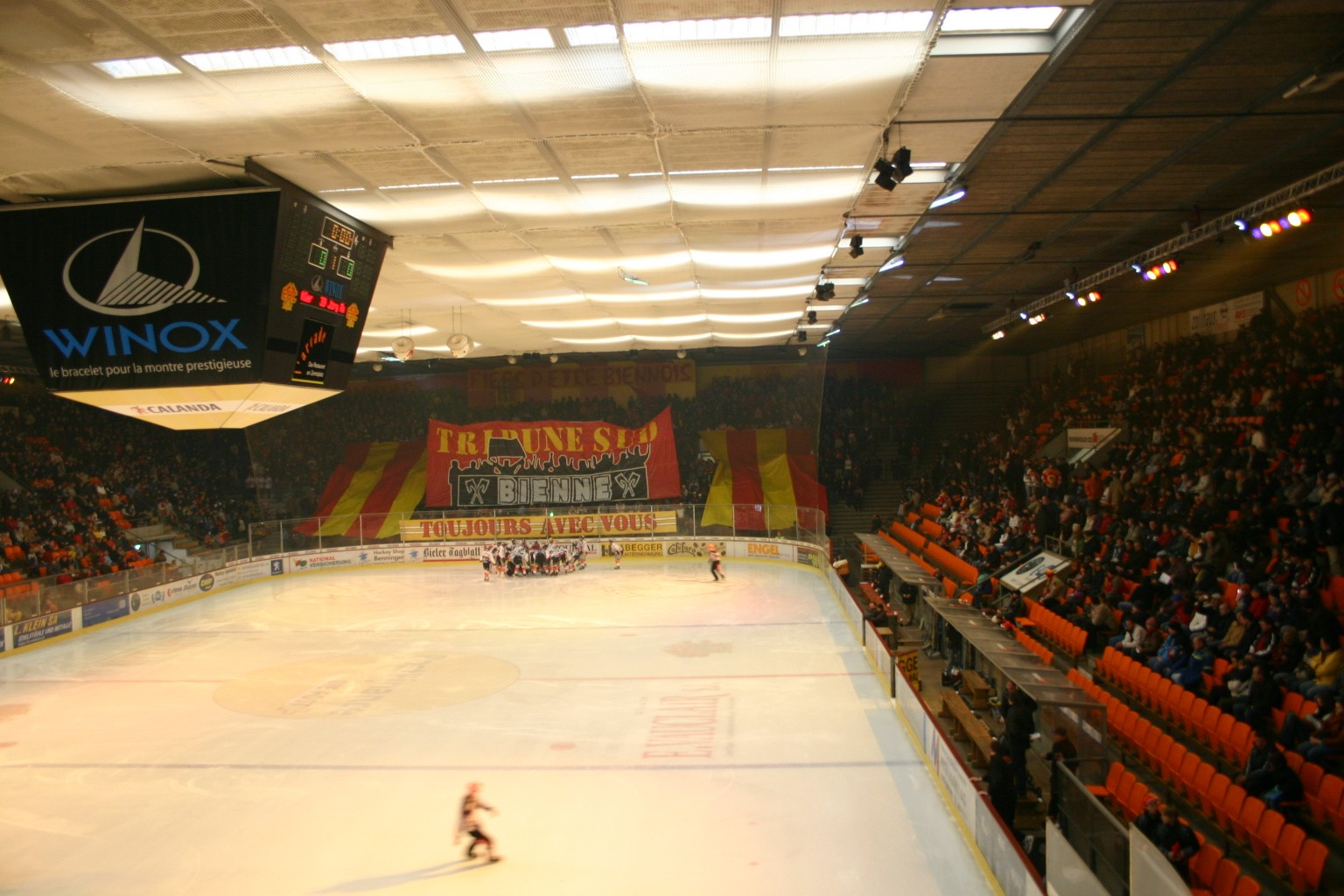
Vue de l'intérieur.
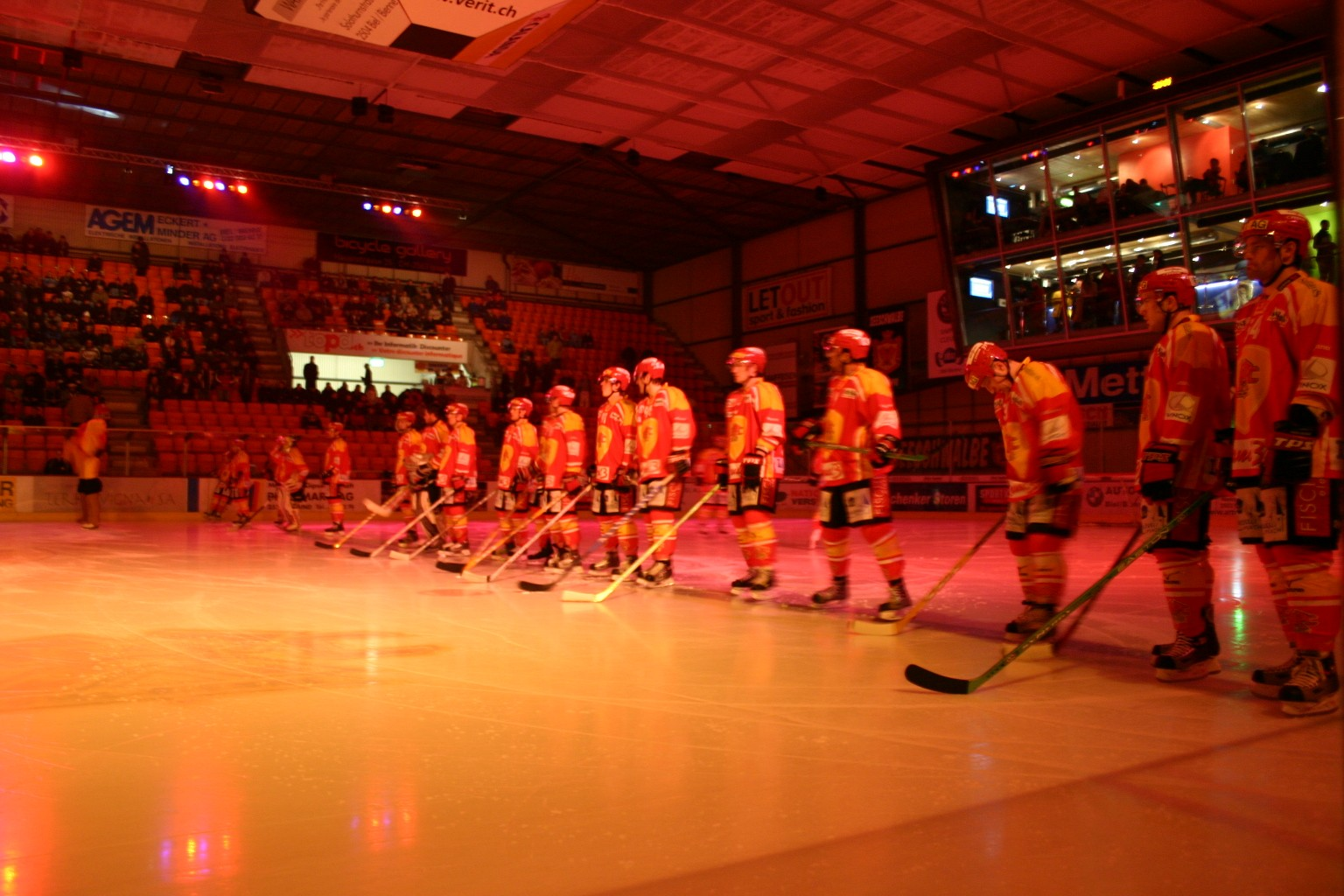
Vue de l'intérieur.

### Stade en démolition (2015)

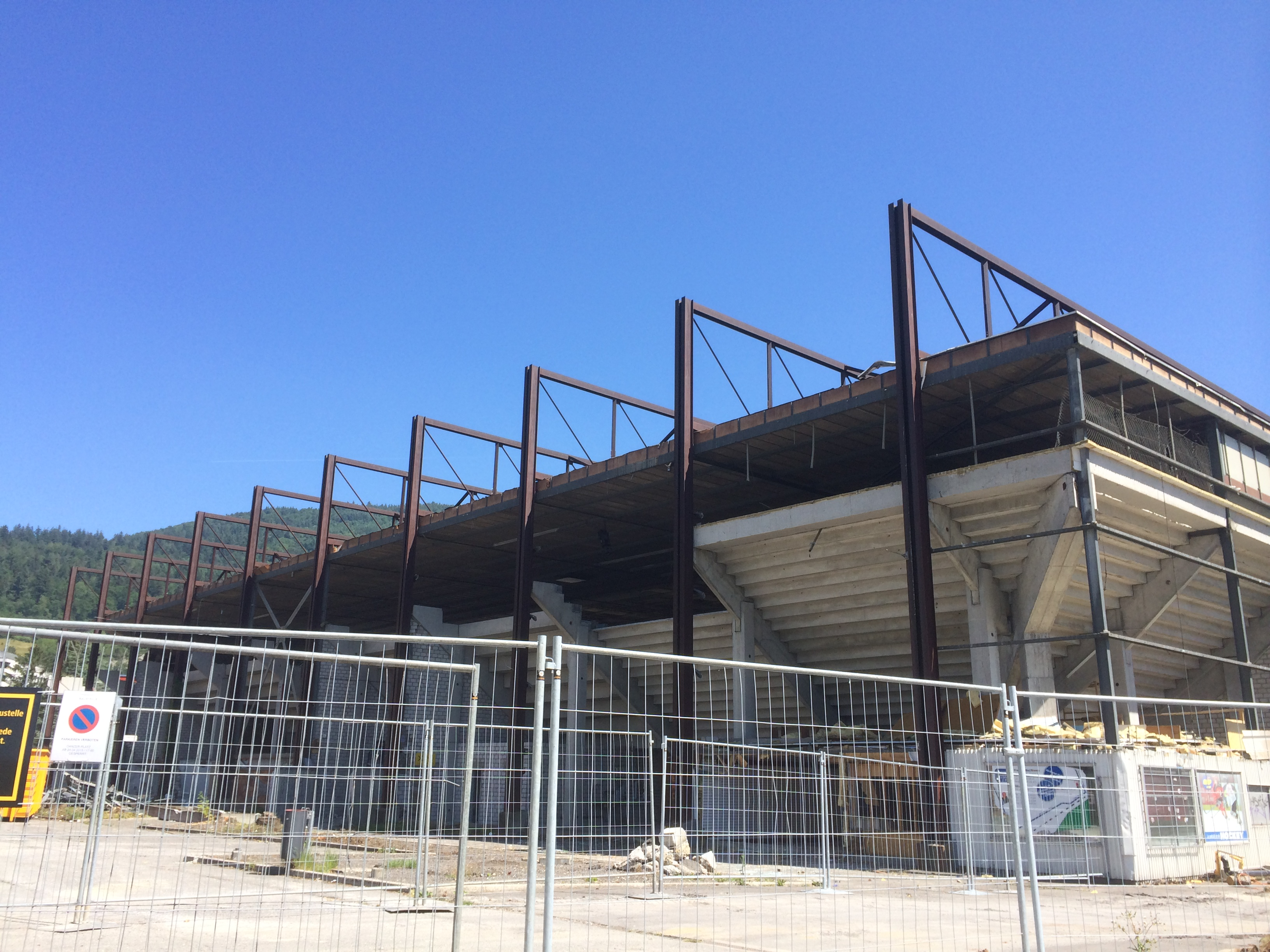
Vue de l'extérieur.
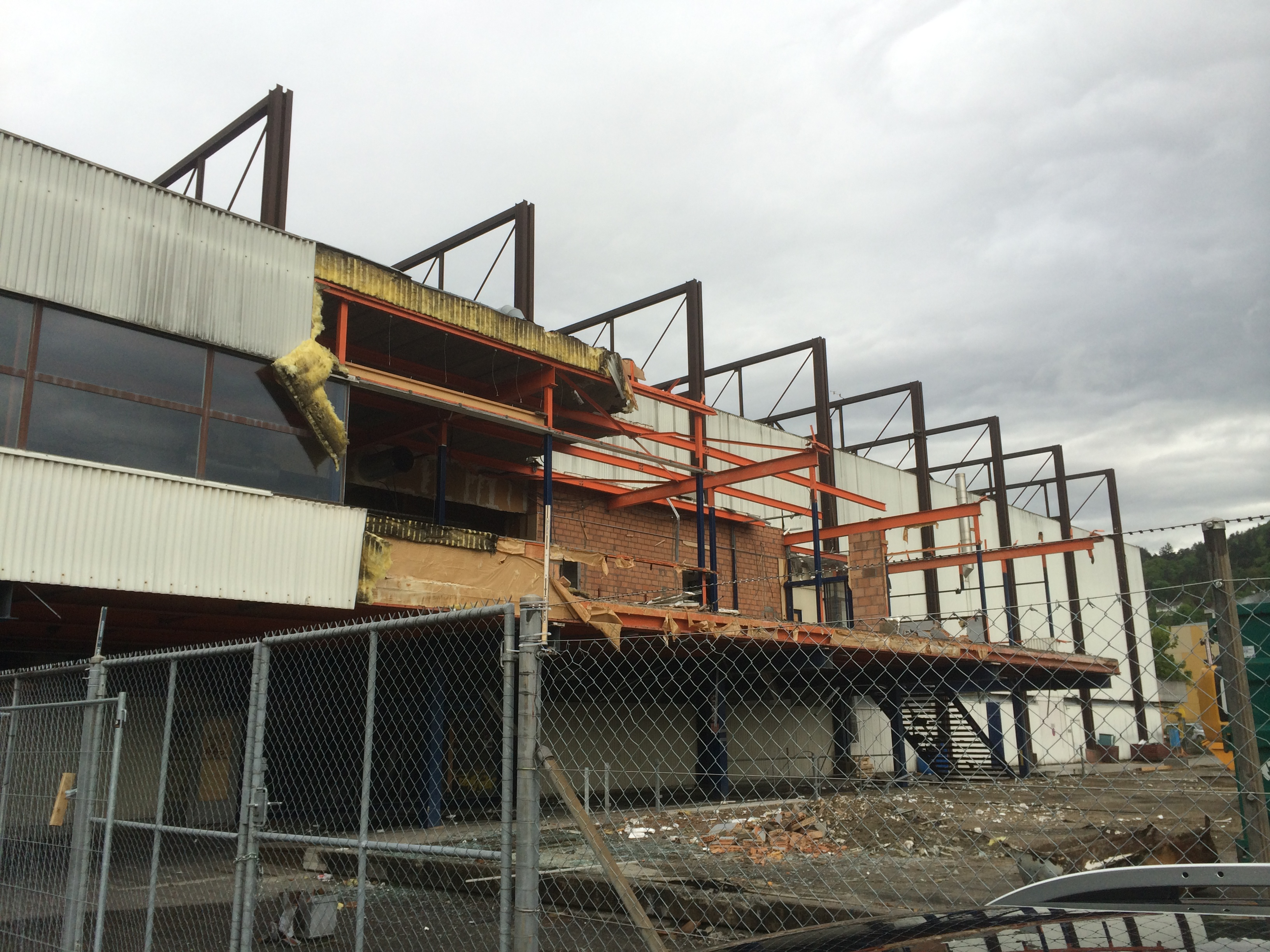
Vue de l'extérieur, côté restaurant.
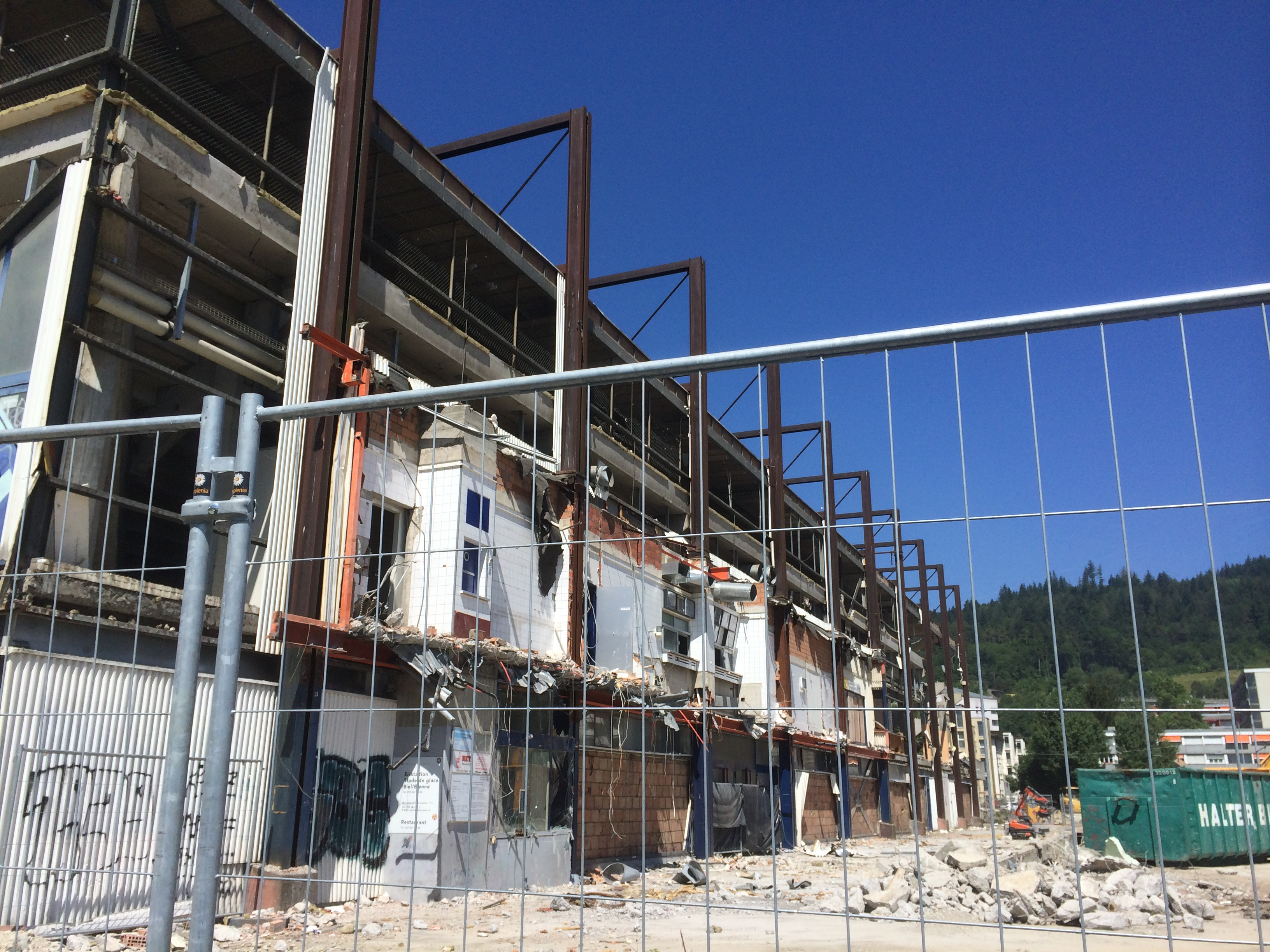
Vue de l'extérieur, côté restaurant.
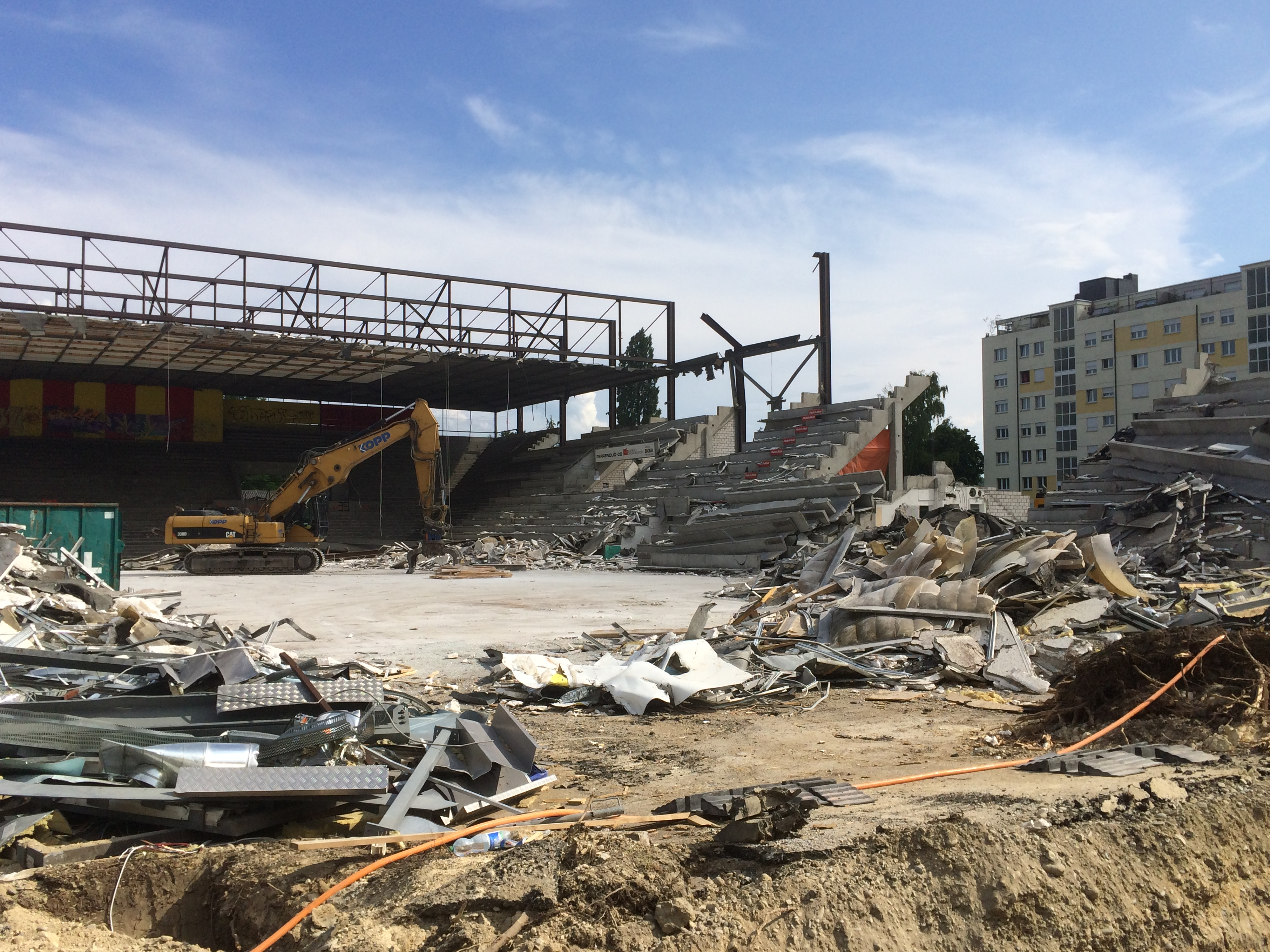
Tribune sud.